# Winn (Maine)
Winn es un municipio (en inglés, town) ubicado en el condado de Penobscot, Maine, Estados Unidos. Según el censo de 2020, tiene una población de 399 habitantes.
Abarca una zona exclusivamente rural.
El town es la unidad básica del gobierno local y la división local de la autoridad estatal en los seis estados de Nueva Inglaterra. Los towns de Nueva Inglaterra cubren toda el área de un estado, de manera similar a los townships en otros estados donde existen, pero son corporaciones municipales en pleno funcionamiento. 

## Geografía
El municipio está ubicado en las coordenadas 45°28′39″N 68°20′20″O / 45.47750, -68.33889 (45.477433, -68.33898).  Según la Oficina del Censo de los Estados Unidos, Winn tiene una superficie total de 113.53 km², de la cual 113.18 km² corresponden a tierra firme y (0.31%) 0.35 km² es agua.

## Demografía
Según el censo de 2020, hay 399 personas residiendo en Winn. La densidad de población es de 3.5 hab./km². El 92.98% de los habitantes son blancos, el 0.25% es amerindio, el 1.50% son asiáticos y el 5.26% son de una mezcla de razas. Del total de la población, el 0.75% son hispanos o latinos de cualquier raza.